# Constantin Makovski
Pour les articles homonymes, voir Makovski.
Constantin Egorovitch Makovski (en russe : Константин Егорович Маковский) est un peintre russe, né à Moscou le 8 juin 1839 (20 juin dans le calendrier grégorien) et mort à Saint-Pétersbourg le 17 septembre 1915 (30 septembre dans le calendrier grégorien). Comptant comme l'un des peintres les plus influents de sa génération, il participe au mouvement réaliste russe de la société des Ambulants et nombre de ses peintures représentent une vision idéaliste de la vie en Russie. Son neveu Alexandre Makovski était également peintre et membre de la société des Ambulants. De même que ses frères Vladimir et Nikolaï et sa sœur Alexandra Makovskaïa. Il est également le grand-père de la peintre Marina Sédrac (1919-1999), épouse de Serge Sédrac (1878-1974).

## Galerie

Œuvres de Konstantin Makovski
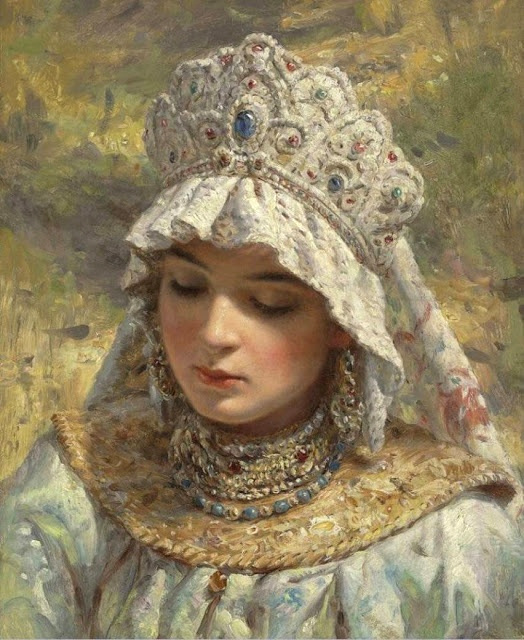
Beauté à la kokošnik
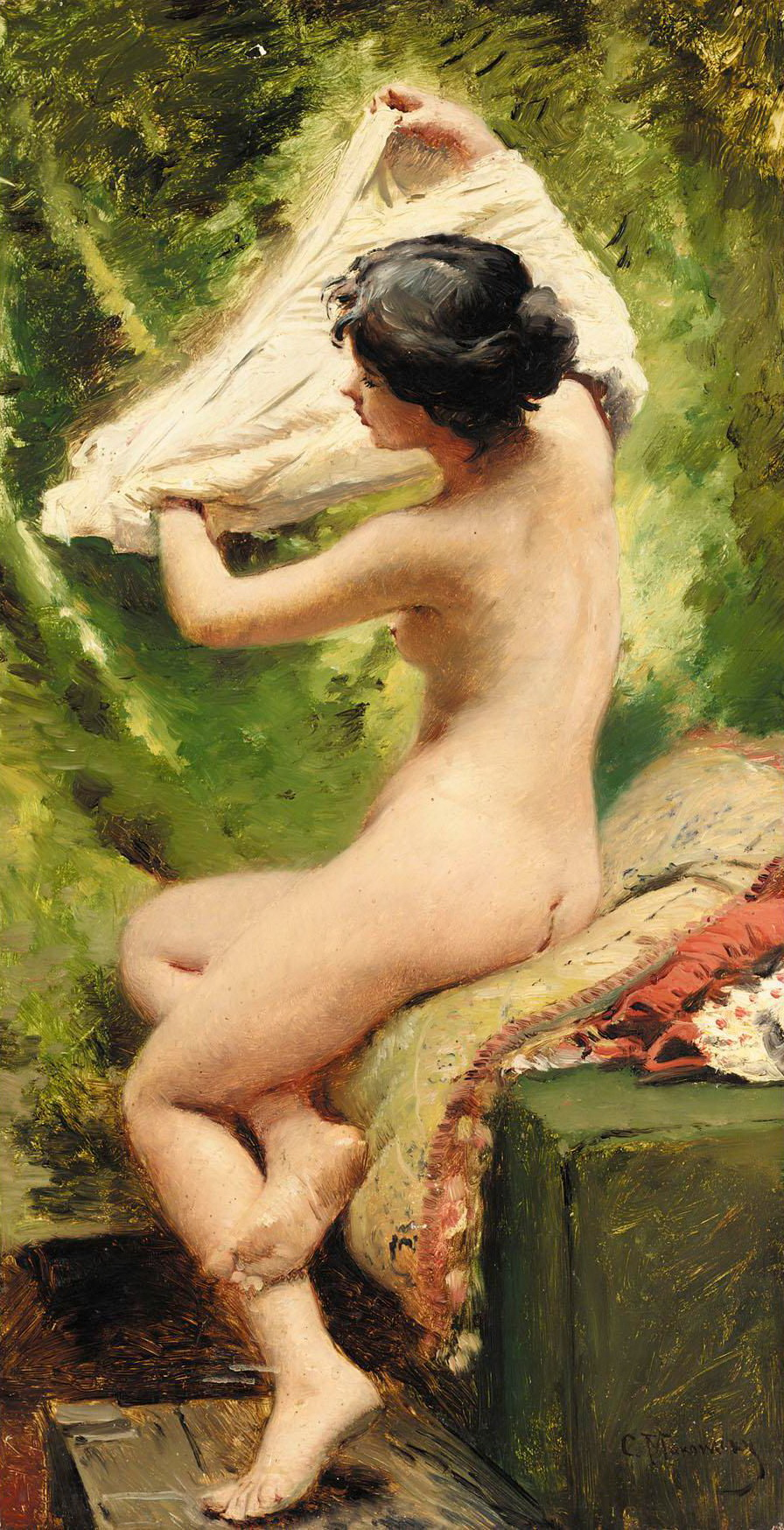
Beauté se préparant au bain
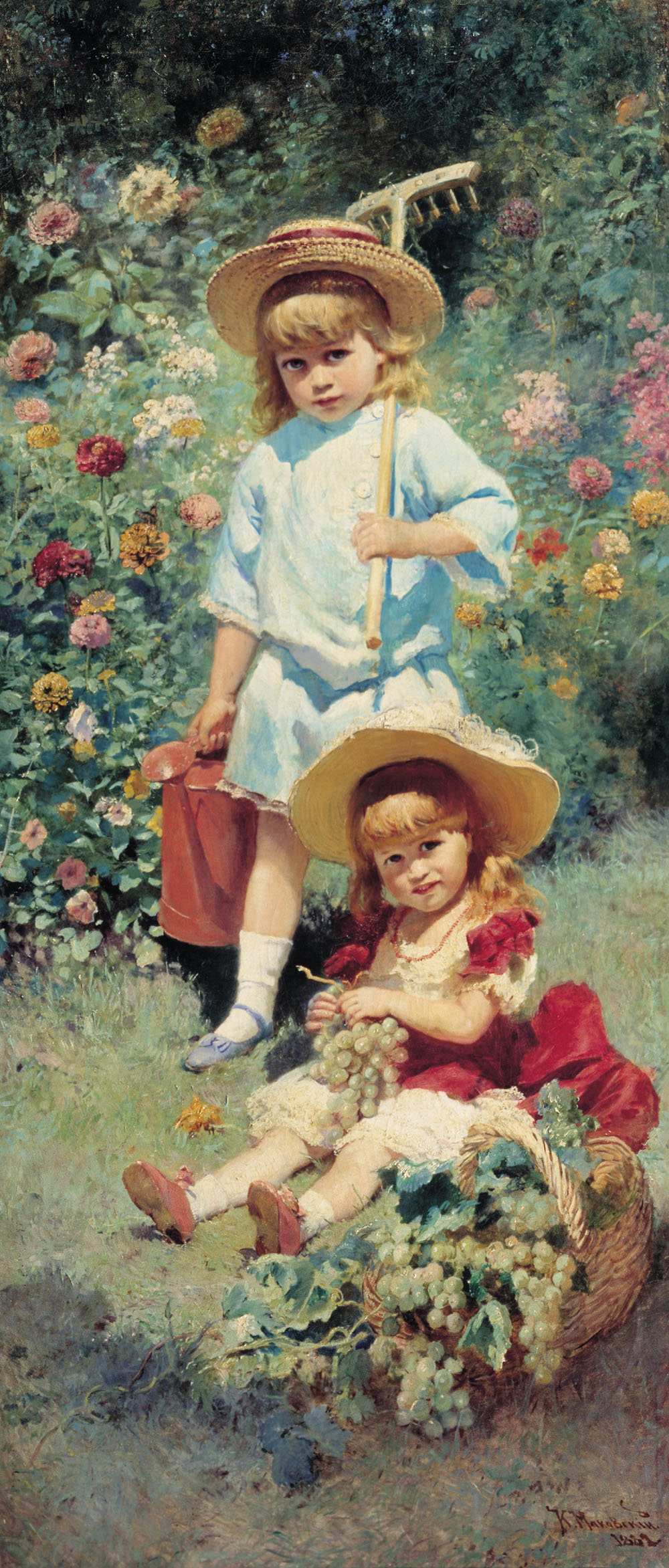
Portrait des enfants de l'artiste
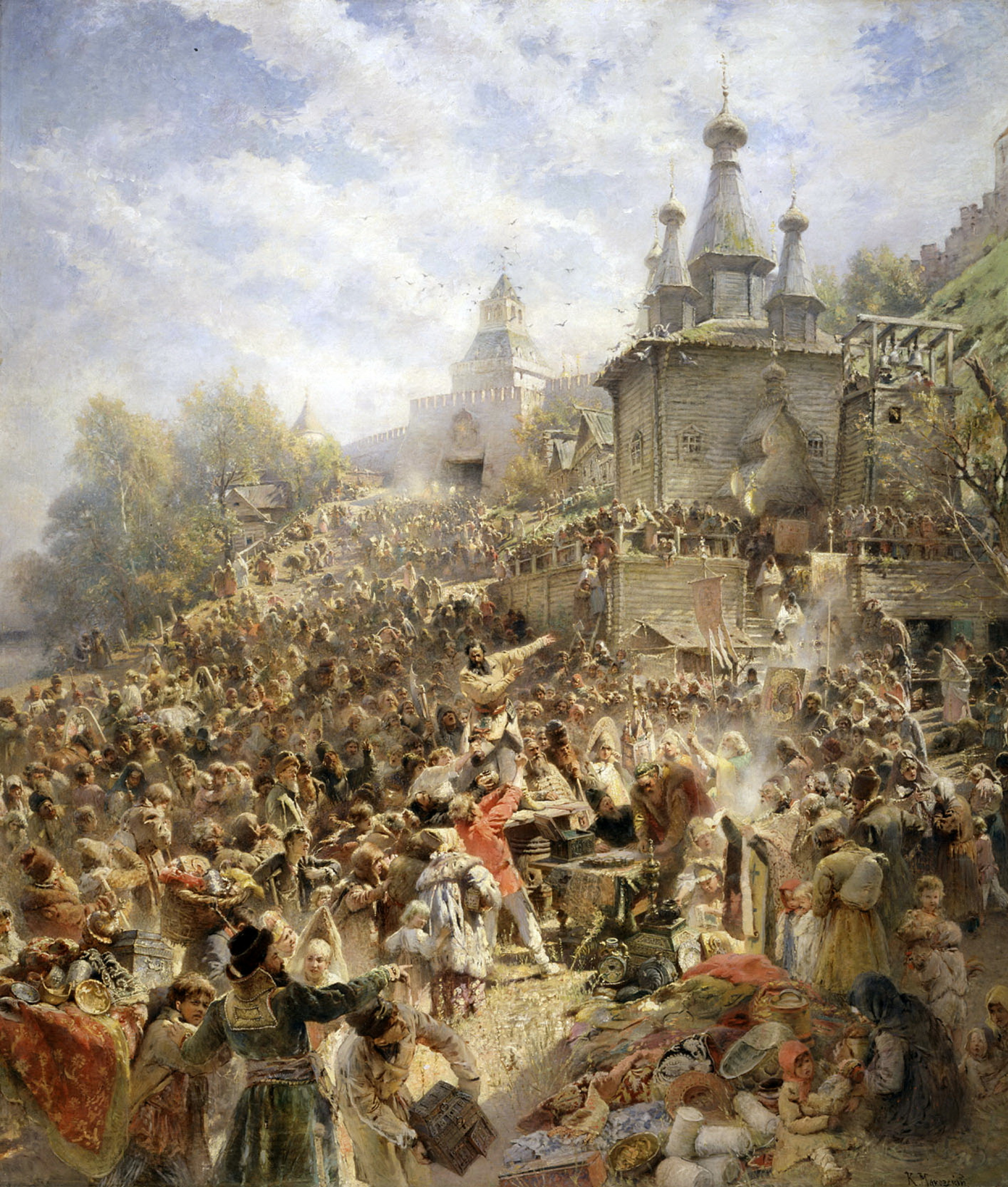
L'Appel de Minine Musée des Beaux-Arts de Nijni Novgorod
Noce dans une famille boyarde du XVIIe siècle
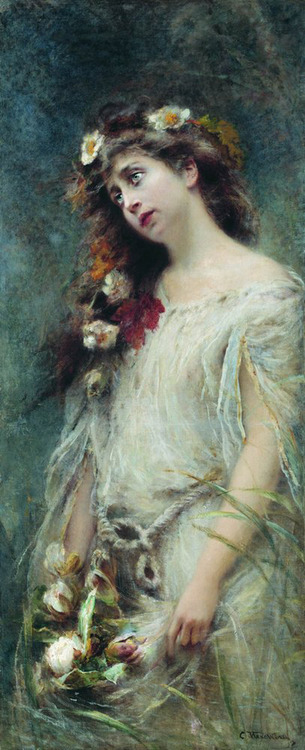
Ophélie
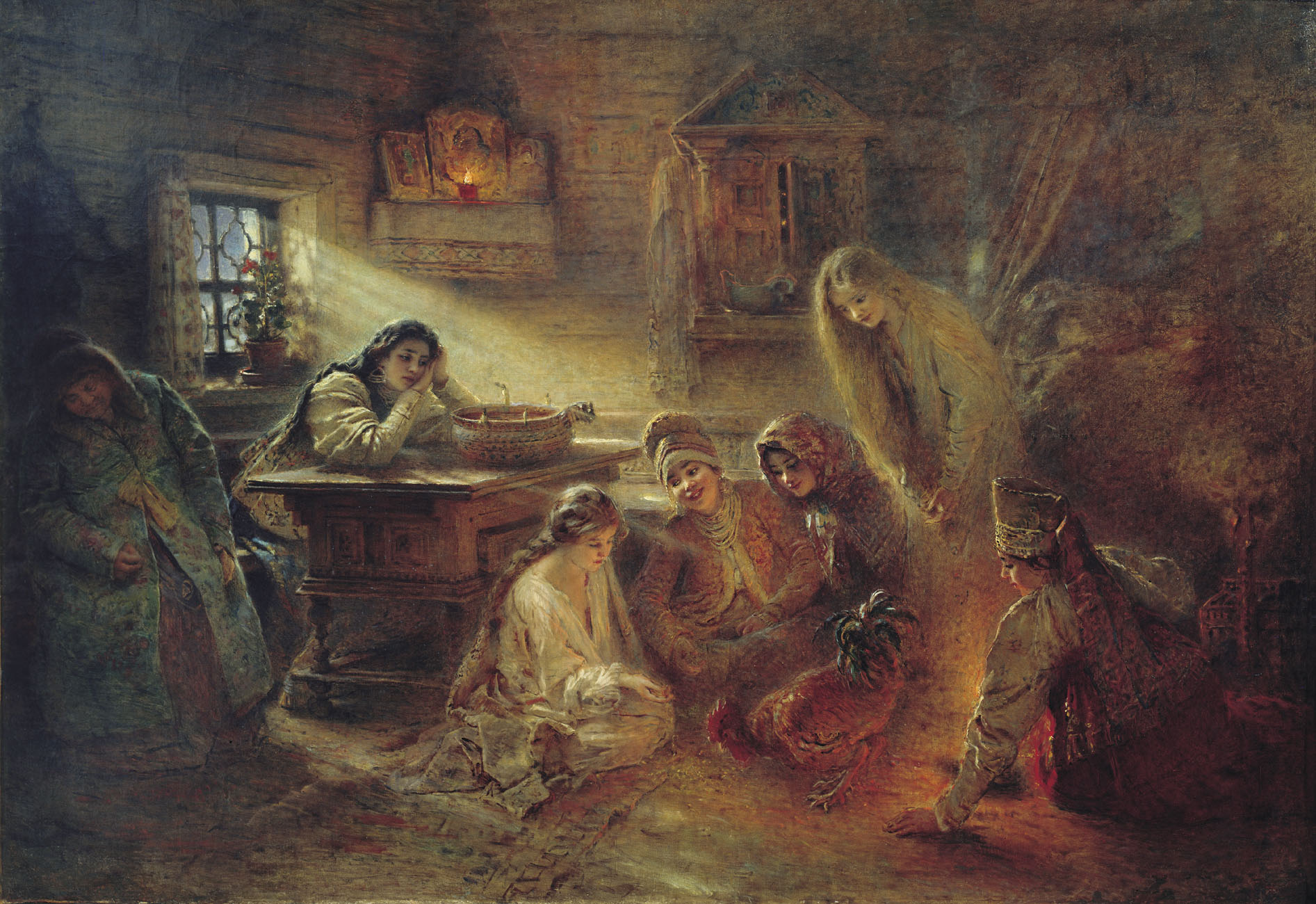
Les augures de la période de Noël